# Béatrix
Béatrix (Beatriz na versão brasileira organizada por Paulo Rónai) é um romance de Honoré de Balzac publicado em 1839. Apareceu inicialmente em Le Siècle em agosto de 1839, antes de ser editado em volume no mesmo ano.
Este romance faz parte das Cenas da vida privada, e se inclui entre os mais belos retratos de mulher da Comédia Humana.
George Sand inspirou o personagem Félicité (Felicidade na edição brasileira), Marie d'Agoult serviu de inspiração para Béatrix (Beatriz), e Franz Liszt, para o músico Gennaro Conti, amante da marquesa de Rochefide. Entre estes três personagens se desenrola um drama sutil que é a expressão do romantismo balzaquiano e das dificuldades da condição feminina no século XIX.
O romance foi escrito entre 1938 e 1944, e entre a redação da primeira metade, que transcorre na "pitoresca, rude e atrasada cidadezinha bretã" de Guérande, e da segunda parte, na agitada Paris, houve um hiato de mais de cinco anos. É forte o contraste entre a "boêmia espirituosa e maliciosa de Paris [segunda metade do romance] e a sociedade sonolenta e mumificada de Guérande [primeira metade]. No romance não haverá, na realidade, interpenetração entre esses dois mundos antagônicos; eles vivem lado a lado sem se misturar. O conflito desenrola-se confinado numa única alma, a do jovem Calisto, que abandona os tranquilos serões de Guérande atraído pela sedução do espírito parisiense."
Balzac descreve Beatriz nestes termos:
Beatriz é uma dessas louras perto das quais a loura Eva pareceria uma negra. É delgada e ereta como um círio e branca como uma hóstia; tem o rosto comprido e pontudo, uma tez variável segundo o dia, hoje cor de percal, amanhã trigueira e com mil pequeninas manchas sob a pele, como se o sangue durante a noite houvesse acarreado poeira; sua fronte é magnífica, mas talvez um pouco audaciosa demais; suas pupilas são verde-mar pálido e nadam num branco sob sobrancelhas delgadas e pálpebras preguiçosas. Tem com frequência olheiras. O nariz, que descreve um quarto de círculo, é apertado nas ventas e cheio de finura, porém impertinente. Tem a boca austríaca, o lábio superior mais espesso do que o inferior, o qual cai de modo desdenhoso. Suas faces pálidas coloram-se somente sob a influência de emoções fortes [...] A natureza deu-lhe esse ar de princesa que não se adquire, que lhe senta e revela à primeira vista a mulher nobre, em harmonia, aliás, com quadris franzinos, mas de curvas deliciosas, com o mais belo pé deste mundo, e essa abundante cabeleira de anjo, tão cultivada pelo pincel de Girodet, a qual se assemelha a jorros de luz...

## Enredo
Na velha Bretanha aristocrática, em Guérande, joia do feudalismo [...] encerrada dentro de suas poderosas muralhas, o jovem Calyste (Calisto) du Guénic procura um ideal de vida que lhe parece oferecer o convívio com Félicité (Felicidade) des Touches, escritora e musicista célebre sob o pseudônimo de Camille (Camila) Maupin. Mas Calisto tem um rival: Claude (Cláudio) Vignon, escritor célebre e pretendente assíduo de Felicidade. Quando a marquesa Beatriz de Rochefide e seu amante Conti, um músico ex-amante de Felicidade, chegam ao castelo, Calisto é atraído aos braços da marquesa pela própria Felicidade. Após viver um amor breve e intenso com Beatriz, Conti lhe arrebata subitamente a mulher que ele ama. O jovem bretão cai em uma prostração de que a própria Felicidade o  tirará levando-o a Paris e encorajando seu casamento com Sabine (Sabina) de Grandlieu, antes de se retirar a um convento. Contudo, ele reencontrará os braços da marquesa, abandonada por Conti, para a grande irritação de sua esposa, que luta para reconquistar seu afeto. Finalmente, através da intercessão do Conde Maxime (Máximo) de Trailles, Beatriz apaixona-se por outro jovem e Calisto recupera o bom senso.